# Ołeksandr Syrota
Ołeksandr Mychajłowycz Syrota, ukr. Олександр Михайлович Сирота (ur. 11 czerwca 2000 w Kijowie) – ukraiński piłkarz, grający na pozycji obrońcy w Dynamie Kijów.

## Kariera klubowa
Wychowanek Dynama Kijów, barwy którego bronił w juniorskich mistrzostwach Ukrainy (DJuFL). W pierwszej drużynie tego klubu zadebiutował 4 lipca 2020 w meczu z Szachtarem Donieck, zakończonym porażką 2:3.

## Kariera reprezentacyjna
W 2017 został powołany do juniorskiej reprezentacji Ukrainy U-17, jednak w turnieju finałowym mistrzostw Europy pełnił jedynie rolę rezerwowego. W październiku 2020 debiutował w barwach młodzieżówki. W marcu 2021 został po raz pierwszy powołany do reprezentacji Ukrainy.

## Sukcesy i odznaczenia

### Sukcesy klubowe
Dynamo Kijów
- mistrz Ukrainy: 2020/21
- zdobywca Pucharu Ukrainy: 2019/20
- zdobywca Superpucharu Ukrainy: 2020

### Sukcesy reprezentacyjne
Ukraina U-21
- brązowy medalista Mistrzostw Europy U-21: 2023